# Nephridiacanthus longissimus
Espèce
Synonymes
- Oligacanthorhynchus longissimus (Golvan, 1962)

Nephridiacanthus longissimus est une espèce d'acanthocéphales de la famille des Oligacanthorhynchidae.
C'est un parasite digestif de l'oryctérope au Congo.
Il a été découvert par Golvan en 1962,.